# Seydou Diarra
Seydou Elimane Diarra (Katiola, 23 novembre 1933 – Abidjan, 19 luglio 2020) è stato un politico ivoriano.
In successione alla conclusione degli studi presso l’École Nationale Supérieure Agronomique di Montpellier, si dedicò al settore agricolo, assumendo la direzione del Centro Nazionale della Mutualità Agricola. È in questa veste che pose le basi per una carriera istituzionale che lo condurrà ai vertici della nazione.
La sua esperienza nella Cassa di Stabilizzazione del Caffè e del Cacao (Caistab), dove ricoprì l’incarico di direttore commerciale, gli permise di approfondire le dinamiche economiche legate ai questi due prodotti, simboli dell’economia ivoriana.
Intraprese la carriera diplomatica e fu Primo ministro della Costa d'Avorio dal maggio 2000 all'ottobre dello stesso anno e nuovamente dal febbraio 2003 al dicembre 2005.
Nel marzo 2015, venne nominato presidente della Alta Autorità per la Buona Governance fino al 2017.
Seydou Elimane Diarra si spense il 19 luglio 2020 ad Abidjan, all’età di 86 anni.